# Mohamed Baghlani
Mohamed Baghlani était un chef insurgé tchadien lors de la première guerre civile tchadienne. Lorsque le premier dirigeant du  FROLINAT Ibrahim Abatcha a été tué en 1968, une lutte pour la succession a éclaté pour le contrôle de l'organisation. Abba Siddick est sortie victorieux en 1970. Siddick, qui était perçu comme étant anti-arabe, a expulsé Baghlani du FROLINAT en juin.
Baghlani a réagi en créant un nouveau groupe rebelle, l'Armée de Volcan (en), composé d'insurgés arabes qui ont refusé d'accepter la direction de Siddick. L'armée de Volcan était basée en Libye et avait une tendance islamiste . Pendant longtemps, cela n’a pas représenté une véritable force sur le terrain.